# ناهدة أكتر
ناهدة أكتر (بالبنغالية: নাহিদা আক্তার) لاعبة كريكيت بنغلاديشية ولدت 2 مارس 2000 كان أول ظهور لها في مباراة دولية ضد باكستان في 30 سبتمبر 2015 .